# Salernitana Calcio 1919 2008-2009
Questa pagina raccoglie i dati riguardanti la Salernitana Calcio 1919 nelle competizioni ufficiali della stagione 2008-2009.

## Stagione

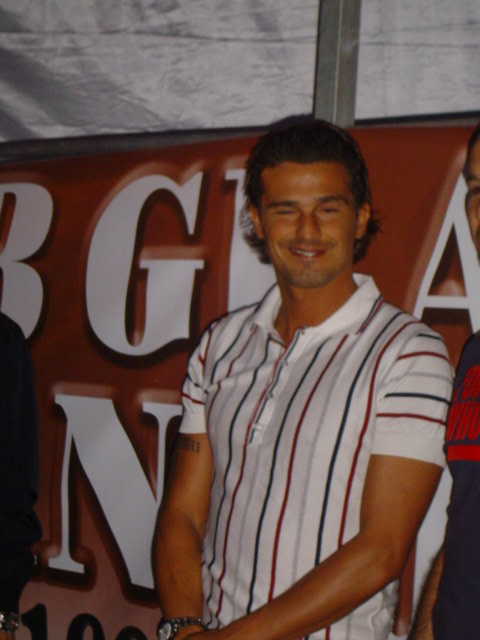
Arturo Di Napoli, bomber stagionale della Salernitana

Nella stagione 2008-2009 la Salernitana disputerà, dopo tre anni, il campionato di serie B essendo stata promossa nella precedente stagione. La stagione inizia con la Coppa Italia, il 17 agosto, esordendo davanti a 7000 spettatori all'Arechi e battendo per 3-1 il Cesena, ex squadra del tecnico granata Castori, con le reti di Tricarico, Ciarcià e Dino Fava Passaro. Il secondo turno porta ancora bene ai granata che con una rete di Arturo Di Napoli eliminano il Lecce, squadra di Serie A, passando al turno successivo.
Il 30 settembre la Salernitana batte il Sassuolo all'Arechi per 8-7 dopo i calci di rigore, approdando per la seconda volta nella sua storia agli ottavi di finale, dove viene sconfitta per 3-1 dal Napoli ed eliminata.
Il 6 dicembre 2008, dopo quattro sconfitte consecutive, viene esonerato l'allenatore Castori sostituito il giorno seguente da Bortolo Mutti. Il 24 gennaio, in seguito alla sconfitta contro il Sassuolo che porta la Salernitana a due punti di vantaggio dalla zona playout la società richiama Fabrizio Castori in panchina esonerando Mutti. Con una squadra completamente rinnovata rispetto a quella guidata nel girone di andata, la Salernitana scende ulteriormente in classifica. Il 4 aprile, dopo un pareggio 2-2 in casa con il Treviso penultimo in classifica, Castori viene di nuovo esonerato e al suo posto viene ingaggiato Fabio Brini, già allenatore traghettatore della squadra in Serie B l'anno precedente. Con il ritorno di Brini, e grazie alle buone prestazioni del calciatore peruviano Roberto Merino, nonché dell'attaccante Massimo Ganci, la Salernitana ottiene tre vittorie di seguito contro Avellino, Ascoli e Bari e riesce a risalire la classifica evitando la retrocessione diretta e portandosi a un punto dalla salvezza matematica a una giornata dalla fine del campionato.
Grazie al pareggio all'ultima giornata per 1-1 in casa del Mantova (reti di Godeas per il Mantova e poi Massimo Ganci per i granata), la squadra ottiene la matematica salvezza concludendo la stagione al quattordicesimo posto insieme a Modena e Ascoli con 51 punti.
Durante la stagione, la Salernitana ha potuto contare su un nutrito numero di sostenitori. In media la tifoseria granata si è assestata sulle 11.441 unità a partita (escluse le gare di coppa), e tale media, in serie B, risulta inferiore soltanto a quella del promosso Bari (15.418).
Il 15 giugno 2009, quattro giorni prima del 90º anniversario della storia del calcio salernitano ufficiale, si è tenuta la settima asta fallimentare per aggiudicarsi i beni immateriali della Salernitana Sport, con un prezzo notevolmente ribassato (300 000 euro più iva) rispetto ai precedenti prezzi di partenza. Antonio Lombardi, patron della Salernitana Calcio 1919, decide di accontentare la tifoseria granata: risulterà l'unico soggetto partecipante e si aggiudicherà i beni immateriali della società fallita nel 2005, compreso lo storico ippocampo, che a partire dalla stagione 2009-2010 torna sulle maglie della Salernitana.
Il 21 giugno 2009, la squadra granata degli Allievi Regionali ottiene il titolo di Campione della Campania, avendo concluso il girone finale al primo posto a 17 punti, a +6 dal secondo classificato Sorrento e battuto squadre come Napoli, Avellino, Benevento e infine Aversa Normanna.

## Divise e sponsor
Lo sponsor tecnico per la stagione 2008-2009 è Umbro, mentre lo sponsor ufficiale è Cartiera Confalone VIT. La prima divisa è granata con bordi bianchi e pantaloncini e calettoni granata, mentre la seconda divisa è bianca con bordi granata e pantaloncini e calzettoni bianchi.
| Casa | Trasferta |

## Organigramma societario
Area direttiva
- Presidente: Antonio Lombardi
- Direttore Organizzativo: Antonio Lo Schiavo
- Dirigente addetto all'arbitro: Cosimo D'Angelo

Area organizzativa
- Team manager: Gennaro Gagliano

Area sanitaria
- Responsabile: Andrea D'Alessandro
- Medici sociali: Italo Leo

Area tecnica
- Direttore sportivo: Angelo Mariano Fabiani
- Allenatore: Fabrizio Castori, poi Bortolo Mutti, poi Fabrizio Castori, poi Fabio Brini
- Allenatore in seconda: Riccardo Bocchini, poi Mauro Di Cicco, poi Riccardo Bocchini, poi Stefano Renzi
- Collaboratore tecnico: Salvatore D'andrea
- Preparatore atletico: Marco Minnucci
- Preparatore dei portieri: Luigi Genovese

## Rosa[8][9][10]
| N. |                       | Ruolo | Calciatore            |
| -- | --------------------- | ----- | --------------------- |
| 1  | Italia (bandiera)     | P     | Salvatore Pinna       |
| 2  | Italia (bandiera)     | D     | Marco Ambrogioni      |
| 3  | Italia (bandiera)     | D     | Giovanni Marchese     |
| 4  | Grecia (bandiera)     | D     | Geōrgios Kyriazīs     |
| 5  | Italia (bandiera)     | D     | Luca Fusco (capitano) |
| 6  | Italia (bandiera)     | C     | Andrea Tricarico      |
| 7  | Italia (bandiera)     | C     | Giampaolo Ciarcià     |
| 7  | Italia (bandiera)     | C     | Gennaro Fragiello     |
| 8  | Italia (bandiera)     | C     | Manolo Pestrin        |
| 9  | Argentina (bandiera)  | A     | Federico Turienzo     |
| 9  | Argentina (bandiera)  | A     | Emmanuel Ledesma      |
| 10 | Italia (bandiera)     | A     | Arturo Di Napoli      |
| 11 | Italia (bandiera)     | A     | Dino Fava Passaro     |
| 12 | Italia (bandiera)     | P     | Rino Iuliano          |
| 13 | Italia (bandiera)     | P     | Piero Robertiello     |
| 13 | Montenegro (bandiera) | D     | Ivan Fatić            |
| 14 | Italia (bandiera)     | D     | Salvatore Russo       |
| 15 | Italia (bandiera)     | C     | Imperio Carcione      |
| 15 | Italia (bandiera)     | C     | Carmine Coppola       |
| 16 | Italia (bandiera)     | D     | Errico Altobello      |
| 17 | Italia (bandiera)     | D     | Roberto Cardinale     |
| 18 | Italia (bandiera)     | A     | Federico Gerardi      |
| 18 | Italia (bandiera)     | A     | Massimo Ganci         |
| 19 | Nigeria (bandiera)    | A     | Kingsley Umunegbu     |

| N. |                      | Ruolo | Calciatore           |
| -- | -------------------- | ----- | -------------------- |
| 19 | Perù (bandiera)      | C     | Roberto Merino       |
| 20 | Italia (bandiera)    | C     | Francesco Scarpa     |
| 21 | Italia (bandiera)    | D     | Maurizio Peccarisi   |
| 22 | Argentina (bandiera) | C     | Carlos Barrionuevo   |
| 22 | Italia (bandiera)    | A     | Antimo Iunco         |
| 23 | Italia (bandiera)    | D     | Alessandro Grando    |
| 23 | Italia (bandiera)    | D     | Juriy Cannarsa       |
| 24 | Italia (bandiera)    | C     | Domenico Giampà      |
| 25 | Italia (bandiera)    | C     | Rocco Giannone       |
| 26 | Italia (bandiera)    | C     | Enrico Pepe          |
| 27 | Italia (bandiera)    | C     | Evans Soligo         |
| 28 | Italia (bandiera)    | C     | Alessandro Sabatino  |
| 28 | Italia (bandiera)    | A     | Luca Orlando         |
| 30 | Italia (bandiera)    | C     | Walter Piccioni      |
| 32 | Italia (bandiera)    | C     | Maurizio Ciaramitaro |
| 33 | Italia (bandiera)    | D     | Francesco Agresta    |
| 35 | Italia (bandiera)    | C     | Daniele Cirillo      |
| 37 | Italia (bandiera)    | A     | Federico Federici    |
| 38 | Italia (bandiera)    | D     | Luca Fucci           |
| 50 | Italia (bandiera)    | A     | Elio Siano           |
| 51 | Italia (bandiera)    | D     | Stefano Squitieri    |
| 77 | Italia (bandiera)    | P     | Tommaso Berni        |
| 88 | Italia (bandiera)    | P     | Stefano Rocco        |

## Calciomercato[14]

### Sessione estiva(dal 01/07 al 01/09)
| Acquisti | Acquisti            | Acquisti    | Acquisti                    |
| R.       | Nome                | da          | Modalità                    |
| -------- | ------------------- | ----------- | --------------------------- |
| P        | Stefano Rocco       | Campobasso  |                             |
| D        | Giovanni Marchese   | Chievo      | prestito fino al 30-06-2009 |
| D        | Maurizio Peccarisi  |             | svincolato                  |
| D        | Geōrgios Kyriazīs   |             | svincolato                  |
| D        | Alessandro Grando   | Cassino     |                             |
| D        | Raffaele Imparato   | Juve Stabia | fine prestito               |
| C        | Enrico Pepe         |             | svincolato                  |
| C        | Manolo Pestrin      |             | svincolato                  |
| C        | Imperio Carcione    | Cassino     |                             |
| C        | Alessandro Sabatino | Juve Stabia |                             |
| C        | Francesco Scarpa    | Paganese    |                             |
| C        | Vincenzo Fusco      | Paganese    | fine prestito               |
| A        | Dino Fava Passaro   | Treviso     | prestito fino al 30-06-2009 |
| A        | Kingsley Umunegbu   | Milan       | prestito                    |
| A        | Federico Gerardi    | Udinese     | prestito                    |

| Cessioni | Cessioni                    | Cessioni        | Cessioni                    |
| R.       | Nome                        | a               | Modalità                    |
| -------- | --------------------------- | --------------- | --------------------------- |
| P        | Damiano Milan               | Foggia          |                             |
| P        | Fernando Pellegrino         | River Plate     | fine prestito               |
| D        | Carlo Mammarella            | Virtus Lanciano |                             |
| D        | Emanuele Troise             | Panthrakikos    | svincolato                  |
| D        | Mauro Milanese              | Varese          |                             |
| D        | Raffaele Imparato           | Paganese        |                             |
| D        | Mauro Coppini               | Bellaria        |                             |
| C        | Alessandro Sabatino         | Potenza         | prestito fino al 30-06-2009 |
| C        | Vincenzo Fusco              | Monopoli        |                             |
| C        | José Aleixo Ferreira Mamede | Potenza         | svincolato                  |
| C        | Guido Di Deo                | Ternana         |                             |
| A        | Emanuele Ferraro            | Piacenza        | prestito fino al 30-06-2009 |
| A        | Fabrizio Cammarata          | Pro Patria      | prestito fino al 30-06-2009 |

### Operazioni tra le due sessioni
| Acquisti | Acquisti        | Acquisti | Acquisti   |
| R.       | Nome            | da       | Modalità   |
| -------- | --------------- | -------- | ---------- |
| C        | Domenico Giampà |          | svincolato |

| Cessioni | Cessioni | Cessioni | Cessioni |
| R.       | Nome     | a        | Modalità |
| -------- | -------- | -------- | -------- |

### Sessione invernale(dal 07/01 al 02/02)
| Acquisti         | Acquisti               | Acquisti    | Acquisti                    |
| R.               | Nome                   | da          | Modalità                    |
| ---------------- | ---------------------- | ----------- | --------------------------- |
| P                | Tommaso Berni          | Lazio       | prestito fino al 30-06-2009 |
| D                | Juriy Cannarsa         | Frosinone   |                             |
| D                | Ivan Fatić             | Inter       | prestito fino al 30-06-2009 |
| C                | Roberto Merino         |             | svincolato                  |
| C                | Carmine Coppola        | Frosinone   |                             |
| C                | Maurizio Ciaramitaro   | Palermo     | prestito fino al 30-06-2009 |
| A                | Emmanuel Jorge Ledesma | Genoa       | prestito fino al 30-06-2009 |
| A                | Massimo Ganci          | Cittadella  |                             |
| A                | Antimo Iunco           | Chievo      | prestito fino al 30-06-2009 |
| A                | Gennaro Frangiello     | Cassino     |                             |
| Altre operazioni |                        |             |                             |
| R.               | Nome                   | a           | Modalità                    |
| D                | Andrei Agius           | Igea Virtus |                             |
| A                | Fabrizio Cammarata     | Pro Patria  | fine prestito               |

| Cessioni         | Cessioni                   | Cessioni       | Cessioni                    |
| R.               | Nome                       | a              | Modalità                    |
| ---------------- | -------------------------- | -------------- | --------------------------- |
| P                | Piero Robertiello          | Cassino        | prestito fino al 30-06-2009 |
| D                | Marco Ambrogioni           | Arezzo         | prestito                    |
| D                | Enrico Pepe                | Cassino        | prestito fino al 30-06-2009 |
| D                | Alessandro Grando          |                | fine carriera               |
| C                | Walter Piccioni            | Ternana        |                             |
| C                | Imperio Carcione           | Benevento      |                             |
| C                | Giampaolo Ciarcià          | Benevento      |                             |
| C                | Rocco Giannone             | Cassino        | prestito fino al 30-06-2009 |
| C                | Domenico Giampà            |                | svincolato                  |
| C                | Carlos Barrionuevo         |                | svincolato                  |
| A                | Federico Ezequiel Turienzo | Arezzo         |                             |
| A                | Kingsley Umunegbu          | Milan          | fine prestito               |
| A                | Federico Gerardi           | Udinese        | fine prestito               |
| Altre operazioni |                            |                |                             |
| R.               | Nome                       | a              | Modalità                    |
| A                | Fabrizio Cammarata         | Sambenedettese | prestito fino al 30-06-2009 |

## Risultati

### Serie B

#### Girone di andata
| Arbitro: | Tommasi (Bassano del Grappa) |

|                      |           |  |
| Di Napoli 12’ (rig.) | Marcatori |  |

| Treviso 7 settembre 2008, ore 15:00 CEST 2ª giornata | Cittadella       | 0 – 0 referto | Salernitana | Stadio Omobono Tenni (1.800 spett.)\| Arbitro: \| Pinzani (Empoli) \| |
| Arbitro:                                             | Pinzani (Empoli) |               |             |                                                                       |

| Arbitro: | Banti (Livorno) |

|                                             |           |                     |
| Tricarico 40’ Di Napoli 56’ Fava 66’ (rig.) | Marcatori | 8’, 81’ (rig.) Éder |

| Arbitro: | Mazzoleni (Bergamo) |

|  |           |                 |
|  | Marcatori | 38’ (rig.) Fava |

| Arbitro: | Ciampi (Roma) |

|  |           |                   |
|  | Marcatori | 43’ (rig.) Fígoli |

| Arbitro: | Celi (Bari) |

|              |           |         |
| Di Napoli 3’ | Marcatori | 58’ Job |

| Arbitro: | Peruzzo (Schio) |

|  |           |          |
|  | Marcatori | 63’ Fava |

| Arbitro: | Farina (Novi Ligure) |

|  |           |               |
|  | Marcatori | 41’ Vannucchi |

| Arbitro: | De Marco (Chiavari) |

|                                                                  |           |                           |
| Sansovini 23’, 30’ Freddi 38’ Córdova 52’ Pichlmann 68’ Mora 88’ | Marcatori | 12’ Di Napoli 20’ Ciarcià |

| Arbitro: | Velotto (Grosseto) |

|                         |           |                 |
| Scarpa 58’ Kyriazis 80’ | Marcatori | 8’ Mastronunzio |

| Arbitro: | Ayroldi (Molfetta) |

|              |           |  |
| Zambelli 62’ | Marcatori |  |

| Salerno 1º novembre 2008, ore 15:00 CET 12ª giornata | Salernitana         | 0 – 0 referto | Vicenza | Stadio Arechi (8.619 spett.)\| Arbitro: \| Gervasoni (Mantova) \| |
| Arbitro:                                             | Gervasoni (Mantova) |               |         |                                                                   |

| Arbitro: | Pinzani (Empoli) |

|                              |           |                          |
| Piovaccari 10’ Missiroli 73’ | Marcatori | 3’ Di Napoli 35’ Ciarcià |

| Arbitro: | Marelli (Como) |

|                                 |           |                                 |
| Di Napoli 16’ (rig.) Scarpa 79’ | Marcatori | 8’ Docente 44’, 82’ Vantaggiato |

| Arbitro: | Cavarretta (Trapani) |

|             |           |  |
| Denilson 6’ | Marcatori |  |

| Arbitro: | Girardi (San Donà di Piave) |

|               |           |                           |
| Di Napoli 38’ | Marcatori | 36’ Lucarelli 70’ de León |

| Arbitro: | Tommasi (Bassano del Grappa) |

|                                      |           |  |
| Tavano 21’ Candreva 67’ Diamanti 90’ | Marcatori |  |

| Arbitro: | Farina (Novi Ligure) |

|           |           |            |
| Koman 22’ | Marcatori | 21’ Soligo |

| Arbitro: | Ayroldi (Molfetta) |

|             |           |                     |
| Gerardi 69’ | Marcatori | 11’ Soncin 22’ Cani |

| Arbitro: | Candussio (Cervignano del Friuli) |

|             |           |  |
| Barreto 28’ | Marcatori |  |

| Arbitro: | Tozzi (Ostia Lido) |

|                          |           |            |
| Di Napoli 38’ Scarpa 42’ | Marcatori | 86’ Corona |

#### Girone di ritorno
| Arbitro: | Ciampi (Roma) |

|                |           |  |
| Pensalfini 74’ | Marcatori |  |

| Arbitro: | Calvarese (Teramo) |

|             |           |                               |
| Pestrin 29’ | Marcatori | 21’ (rig.), 90+3’ (rig.) Iori |

| Arbitro: | Romeo (Verona) |

|  |           |                            |
|  | Marcatori | 75’ Fava 90+4’ Ciaramitaro |

| Arbitro: | Tommasi (Bassano del Grappa) |

|                                |           |                     |
| Soligo 1’ Fava 55’, 23’ (rig.) | Marcatori | 3’ Bruno 83’ Stanco |

| Arbitro: | Girardi (San Donà di Piave) |

|                                             |           |           |
| Della Rocca 13’ Minelli 36’ Princivalli 89’ | Marcatori | 59’ Iunco |

| Pisa 23 febbraio 2009, ore 20:45 CET 27ª giornata | Pisa                 | 0 – 0 referto | Salernitana | Stadio Arena Garibaldi - Romeo Anconetani (9.629 spett.)\| Arbitro: \| Cavarretta (Trapani) \| |
| Arbitro:                                          | Cavarretta (Trapani) |               |             |                                                                                                |

| Arbitro: | Stefanini (Prato) |

|  |           |               |
|  | Marcatori | 32’ Anaclerio |

| Arbitro: | Brighi (Cesena) |

|                     |           |  |
| Corvia 13’ Lodi 86’ | Marcatori |  |

| Arbitro: | Tommasi (Bassano del Grappa) |

|                          |           |  |
| Scarpa 51’ Di Napoli 80’ | Marcatori |  |

| Arbitro: | Tagliavento (Terni) |

|                                      |           |               |
| Olivieri 48’ Turati 56’ De Falco 88’ | Marcatori | 63’ Di Napoli |

| Arbitro: | Dondarini (Finale Emilia) |

|                                                |           |  |
| Ciaramitaro 47’ Iunco 63’ Di Napoli 73’ (rig.) | Marcatori |  |

| Arbitro: | Ciampi (Roma) |

|                            |           |  |
| Sgrigna 52’ Forestieri 66’ | Marcatori |  |

| Arbitro: | Bergonzi (Genova) |

|                            |           |                             |
| Scarpa 13’ Di Napoli 90+1’ | Marcatori | 9’ Foti 85’ (rig.) Quadrini |

| Arbitro: | Morganti (Ascoli Piceno) |

|                           |           |  |
| Cipriani 44’ Pagano 90+2’ | Marcatori |  |

| Arbitro: | Romeo (Verona) |

|                                           |           |                         |
| Iunco 3’ Ganci 41’ Ledesma 77’ Merino 82’ | Marcatori | 34’ Cellini 63’ Ruopolo |

| Parma 27 aprile 2009, ore 21:00 CET 37ª giornata | Parma               | 0 – 0 referto | Salernitana | Stadio Ennio Tardini (10.168 spett.)\| Arbitro: \| De Marco (Chiavari) \| |
| Arbitro:                                         | De Marco (Chiavari) |               |             |                                                                           |

| Arbitro: | Rosetti (Torino) |

|  |           |                           |
|  | Marcatori | 84’ Migliónico 86’ Tavano |

| Arbitro: | Tagliavento (Terni) |

|           |           |  |
| Ganci 41’ | Marcatori |  |

| Arbitro: | Cavarretta (Trapani) |

|  |           |                |
|  | Marcatori | 58’, 65’ Ganci |

| Arbitro: | Mazzoleni (Bergamo) |

|                                    |           |                          |
| Ganci 25’ Scarpa 67’ Di Napoli 75’ | Marcatori | 4’ Barreto 82’ Ranocchia |

| Arbitro: | Velotto (Grosseto) |

|            |           |           |
| Godeas 14’ | Marcatori | 32’ Ganci |

### Coppa Italia
| Arbitro: | Celi (Bari) |

|                                     |           |            |
| Tricarico 3’ Ciarcià 21’ Fava 90+1’ | Marcatori | 4’ Tonucci |

| Arbitro: | Valeri (Roma) |

|  |           |               |
|  | Marcatori | 65’ Di Napoli |

| Arbitro: | Valeri (Roma) |

|                                                 |                      |                                         |
| Marchese 46’ Kyriazis 67’                       | Marcatori            | 14’, 65’ Selva                          |
| Marchese Scarpa Giannone Fava Kyriazis Turienzo | Tiri di rigore 6 – 5 | Poli Erpen Bastrini Ferri Filkor Pagani |

| Arbitro: | De Marco (Chiavari) |

|                                                |           |               |
| Peccarisi 16’ (aut.) Piá 25’ Hamsik 53’ (rig.) | Marcatori | 50’ Di Napoli |

## Statistiche

### Statistiche di squadra
| Competizione | Punti | In casa | In casa | In casa | In casa | In casa | In casa | In trasferta | In trasferta | In trasferta | In trasferta | In trasferta | In trasferta | Totale | Totale | Totale | Totale | Totale | Totale | DR  |
| Competizione | Punti | G       | V       | N       | P       | Gf      | Gs      | G            | V            | N            | P            | Gf           | Gs           | G      | V      | N      | P      | Gf     | Gs     | DR  |
| ------------ | ----- | ------- | ------- | ------- | ------- | ------- | ------- | ------------ | ------------ | ------------ | ------------ | ------------ | ------------ | ------ | ------ | ------ | ------ | ------ | ------ | --- |
| Serie B      | 51    | 21      | 10      | 3       | 8       | 32      | 27      | 21           | 4            | 6            | 11           | 14           | 29           | 42     | 14     | 9      | 19     | 46     | 56     | -10 |
| Coppa Italia | -     | 2       | 1       | 1       | 0       | 5       | 3       | 2            | 1            | 0            | 1            | 2            | 3            | 4      | 2      | 1      | 1      | 7      | 6      | +1  |
| Totale       | -     | 23      | 11      | 4       | 8       | 37      | 30      | 23           | 5            | 6            | 12           | 16           | 32           | 46     | 16     | 10     | 20     | 53     | 62     | -9  |

### Andamento in campionato
| Giornata  | 1 | 2 | 3 | 4 | 5 | 6 | 7 | 8 | 9 | 10 | 11 | 12 | 13 | 14 | 15 | 16 | 17 | 18 | 19 | 20 | 21 | 22 | 23 | 24 | 25 | 26 | 27 | 28 | 29 | 30 | 31 | 32 | 33 | 34 | 35 | 36 | 37 | 38 | 39 | 40 | 41 | 42 |
| --------- | - | - | - | - | - | - | - | - | - | -- | -- | -- | -- | -- | -- | -- | -- | -- | -- | -- | -- | -- | -- | -- | -- | -- | -- | -- | -- | -- | -- | -- | -- | -- | -- | -- | -- | -- | -- | -- | -- | -- |
| Luogo     | C | T | C | T | C | C | T | C | T | C  | T  | C  | T  | C  | T  | C  | T  | T  | C  | T  | C  | T  | C  | T  | C  | T  | T  | C  | T  | C  | T  | C  | T  | C  | T  | C  | T  | C  | C  | T  | C  | T  |
| Risultato | V | N | V | V | P | N | V | P | P | V  | P  | N  | N  | P  | P  | P  | P  | N  | P  | P  | V  | P  | P  | V  | V  | P  | N  | P  | P  | V  | P  | V  | P  | N  | P  | V  | N  | P  | V  | V  | V  | N  |
| Posizione | 1 | 4 | 1 | 1 | 2 | 4 | 3 | 5 | 6 | 5  | 6  | 8  | 8  | 11 | 12 | 14 | 15 | 15 | 17 | 19 | 17 | 17 | 19 | 16 | 15 | 17 | 19 | 19 | 19 | 19 | 19 | 18 | 19 | 19 | 19 | 19 | 19 | 20 | 20 | 16 | 15 | 14 |

Fonte:  Classifiche Serie B 2008-2009, su calciometro.it. URL consultato il 24 febbraio 2014 (archiviato dall'url originale il 23 settembre 2015).
Legenda:

Luogo: N = Campo neutro; C = Casa; T = Trasferta. Risultato: R = Rinviata; V = Vittoria; N = Pareggio; P = Sconfitta.
- = Turno di riposo.

### Statistiche dei giocatori
Sono in corsivo i calciatori che hanno lasciato la società a stagione in corso.
| Giocatore      | Serie B  | Serie B | Serie B     | Serie B    | Coppa Italia | Coppa Italia | Coppa Italia | Coppa Italia | Totale   | Totale | Totale      | Totale     |
| Giocatore      | Presenze | Reti    | Ammonizioni | Espulsioni | Presenze     | Reti         | Ammonizioni  | Espulsioni   | Presenze | Reti   | Ammonizioni | Espulsioni |
| -------------- | -------- | ------- | ----------- | ---------- | ------------ | ------------ | ------------ | ------------ | -------- | ------ | ----------- | ---------- |
| E. Altobello   | -        | -       | -           | -          | 0            | 0            | 0            | 0            | 0        | 0      | 0           | 0          |
| M. Ambrogioni  | 8        | 0       | 4           | 0          | 3            | 0            | 0            | 0            | 11       | 0      | 4           | 0          |
| C. Barrionuevo | 6        | 0       | 2           | 1          | -            | -            | -            | -            | 6        | 0      | 2           | 1          |
| T. Berni       | 16       | -21     | 0           | 0          | -            | -            | -            | -            | 16       | -21    | 0           | 0          |
| J. Cannarsa    | 10       | 0       | 1           | 0          | -            | -            | -            | -            | 10       | 0      | 1           | 0          |
| I. Carcione    | 4        | 0       | 1           | 0          | 1            | 0            | 0            | 0            | 5        | 0      | 1           | 0          |
| R. Cardinale   | 23       | 0       | 4           | 1          | 1            | 0            | 1            | 0            | 24       | 0      | 5           | 1          |
| M. Ciaramitaro | 17       | 2       | 3           | 0          | -            | -            | -            | -            | 17       | 2      | 3           | 0          |
| G. Ciarcià     | 17       | 2       | 2           | 0          | 3            | 1            | 0            | 0            | 20       | 3      | 2           | 0          |
| C. Coppola     | 9        | 0       | 2           | 1          | -            | -            | -            | -            | 9        | 0      | 2           | 1          |
| A. Di Napoli   | 37       | 13      | 9           | 1          | 3            | 2            | 0            | 0            | 40       | 15     | 9           | 1          |
| I. Fatic       | 17       | 0       | 4           | 1          | -            | -            | -            | -            | 17       | 0      | 4           | 1          |
| D. Fava        | 22       | 6       | 3           | 0          | 3            | 1            | 1            | 0            | 25       | 7      | 4           | 0          |
| G. Fragiello   | 3        | 0       | 0           | 0          | -            | -            | -            | -            | 3        | 0      | 0           | 0          |
| L. Fusco       | 21       | 0       | 7           | 1          | 3            | 0            | 1            | 0            | 24       | 0      | 8           | 1          |
| M. Ganci       | 18       | 6       | 3           | 0          | -            | -            | -            | -            | 18       | 6      | 3           | 0          |
| F. Gerardi     | 9        | 1       | 0           | 0          | 3            | 0            | 0            | 0            | 12       | 1      | 0           | 0          |
| D. Giampà      | 11       | 0       | 2           | 0          | 1            | 0            | 0            | 0            | 12       | 0      | 2           | 0          |
| R. Giannone    | 5        | 0       | 0           | 0          | 2            | 0            | 0            | 0            | 7        | 0      | 0           | 0          |
| A. Grando      | -        | -       | -           | -          | -            | -            | -            | -            | -        | -      | -           | -          |
| R. Iuliano     | 0        | 0       | 0           | 0          | 0            | 0            | 0            | 0            | 0        | 0      | 0           | 0          |
| A. Iunco       | 16       | 3       | 4           | 0          | -            | -            | -            | -            | 16       | 3      | 4           | 0          |
| G. Kyriazis    | 39       | 1       | 8           | 0          | 4            | 1            | 1            | 0            | 43       | 2      | 9           | 0          |
| E. J. Ledesma  | 8        | 1       | 0           | 0          | -            | -            | -            | -            | 8        | 1      | 0           | 0          |
| G. Marchese    | 34       | 0       | 12          | 0          | 4            | 1            | 1            | 0            | 38       | 1      | 13          | 0          |
| R. Merino      | 9        | 1       | 1           | 0          | -            | -            | -            | -            | 9        | 1      | 1           | 0          |
| S. Pinna       | 26       | -33     | 0           | 1          | 4            | -6           | 0            | 0            | 30       | -39    | 0           | 1          |
| M. Pestrin     | 33       | 1       | 16          | 0          | 3            | 0            | 3            | 1            | 36       | 1      | 19          | 1          |
| W. Piccioni    | 4        | 0       | 1           | 0          | 2            | 0            | 1            | 0            | 6        | 0      | 2           | 0          |
| E. Pepe        | 1        | 0       | 1           | 0          | -            | -            | -            | -            | 1        | 0      | 1           | 0          |
| M. Peccarsi    | 19       | 0       | 2           | 4          | 3            | 0            | 0            | 0            | 22       | 0      | 2           | 4          |
| P. Robertiello | -        | -       | -           | -          | 0            | 0            | 0            | 0            | 0        | 0      | 0           | 0          |
| S. Russo       | 21       | 0       | 9           | 0          | 3            | 0            | 1            | 0            | 24       | 0      | 10          | 0          |
| S. Rocco       | 1        | -2      | 0           | 0          | 0            | 0            | 0            | 0            | 1        | -2     | 0           | 0          |
| A. Sabatino    | -        | -       | -           | -          | -            | -            | -            | -            | -        | -      | -           | -          |
| F. Scarpa      | 37       | 6       | 3           | 0          | 4            | 0            | 0            | 0            | 41       | 6      | 3           | 0          |
| E. Soligo      | 28       | 2       | 3           | 0          | 2            | 0            | 0            | 0            | 30       | 2      | 3           | 0          |
| S. Squitieri   | 1        | 0       | 0           | 0          | -            | -            | -            | -            | 1        | 0      | 0           | 0          |
| A. Tricarico   | 26       | 1       | 5           | 0          | 2            | 1            | 0            | 0            | 28       | 2      | 5           | 0          |
| F. E. Turienzo | 13       | 0       | 2           | 0          | 1            | 0            | 0            | 0            | 14       | 0      | 2           | 0          |
| K. Umunegbu    | 2        | 0       | 0           | 0          | 1            | 0            | 0            | 0            | 3        | 0      | 0           | 0          |